# Serguey Torres
Serguey Torres (Sancti Spíritus, 20 de janeiro de 1987) é um canoísta cubano, campeão olímpico.

## Carreira
Torres conquistou a medalha de ouro nos Jogos Olímpicos de Verão de 2020 em Tóquio na prova de C-2 1000 m masculino, ao lado de Fernando Jorge com o tempo de 3:24.995 minutos.